# St. Jakob (Aachen)

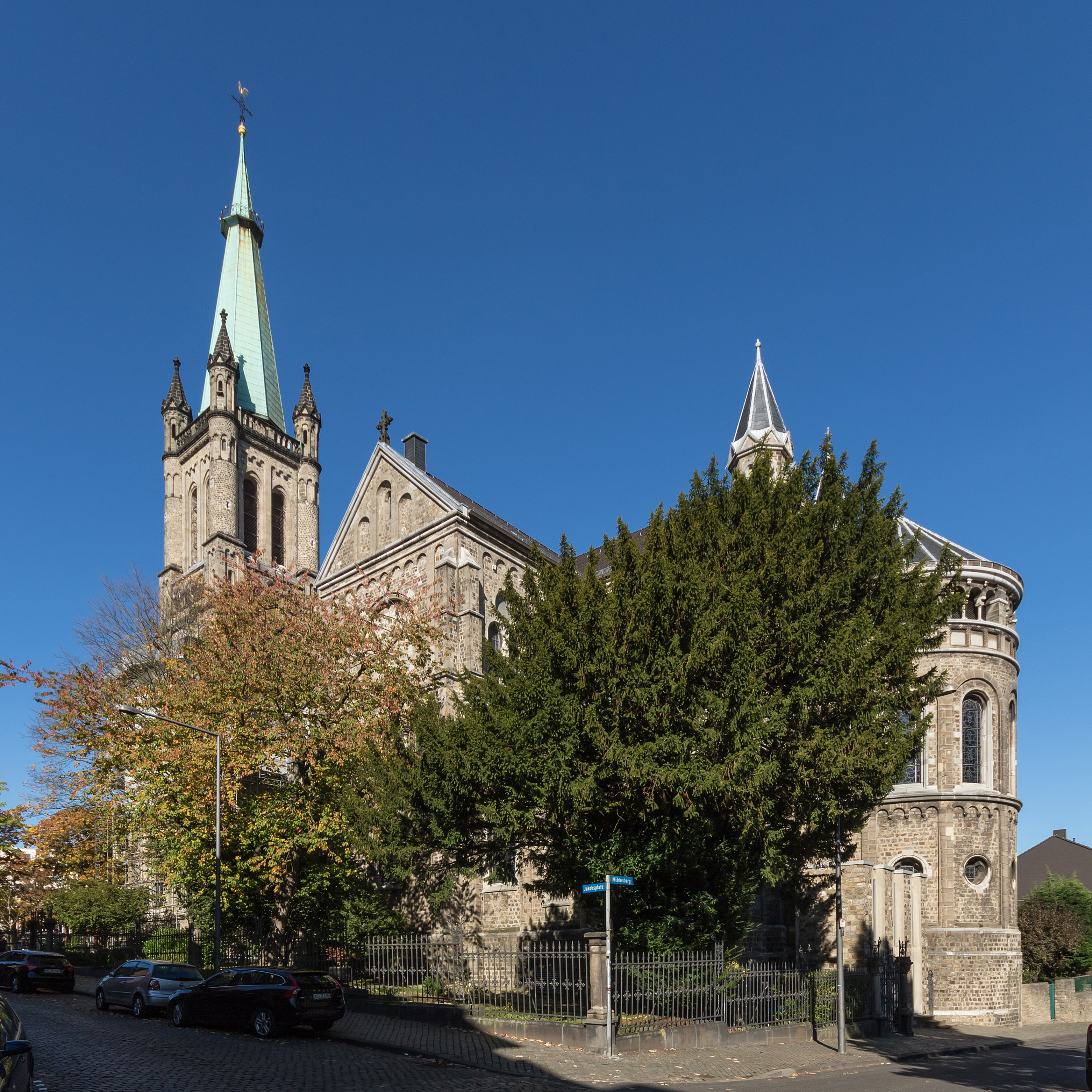
Kirche St. Jakob

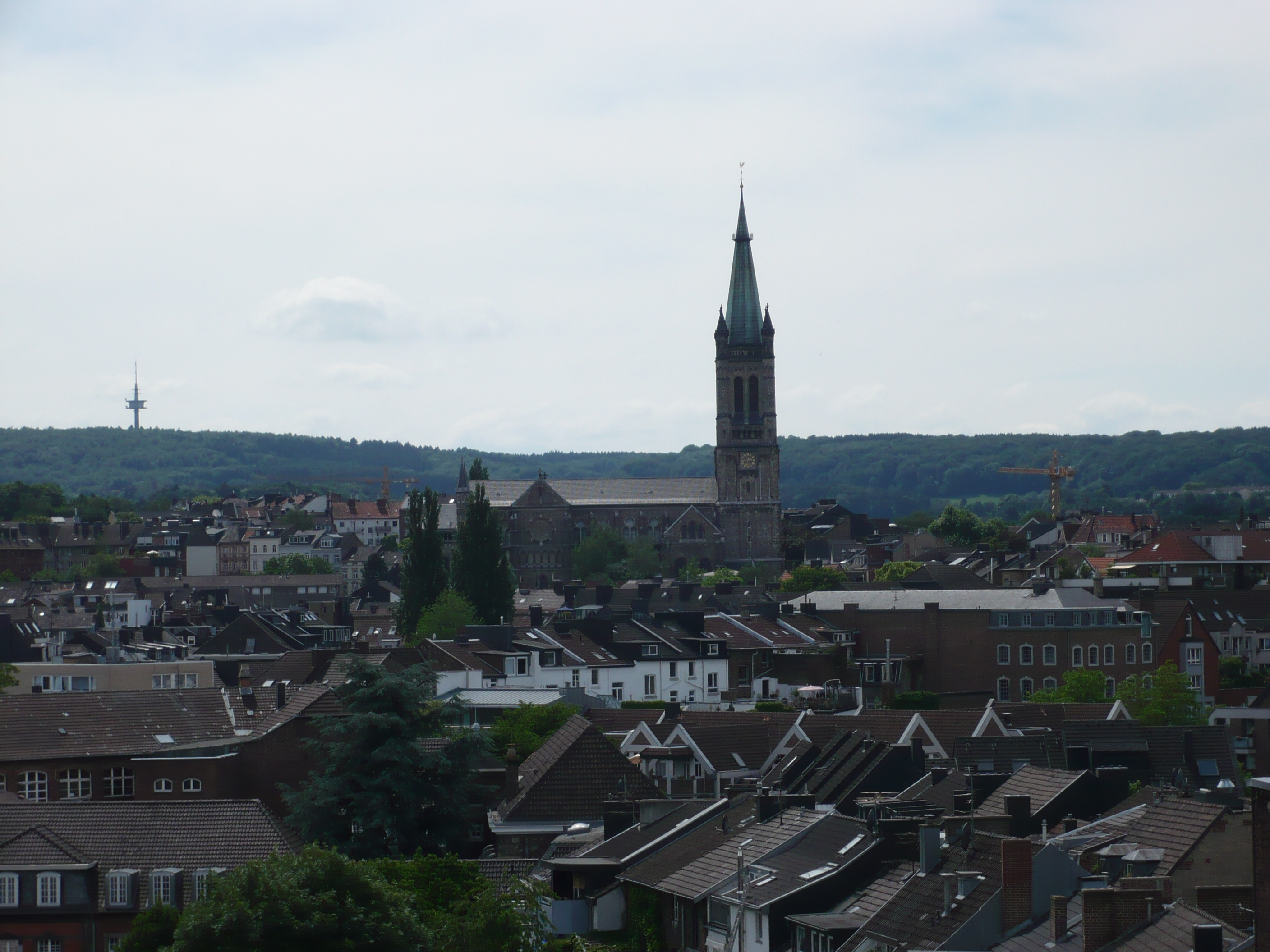
Sicht auf St. Jakob von der Turmgalerie des Aachener Doms

Die Kirche St. Jakob ist eine Stadtkirche von Aachen. Sie ist dem Patrozinium des Apostels Jakobus dem Älteren unterstellt und befindet sich im Hubertusviertel nahe dem Stadtzentrum. Als Jakobskirche ist sie die erste Station auf dem Jakobsweg vom Aachener Dom nach Santiago de Compostela.

## Geschichte

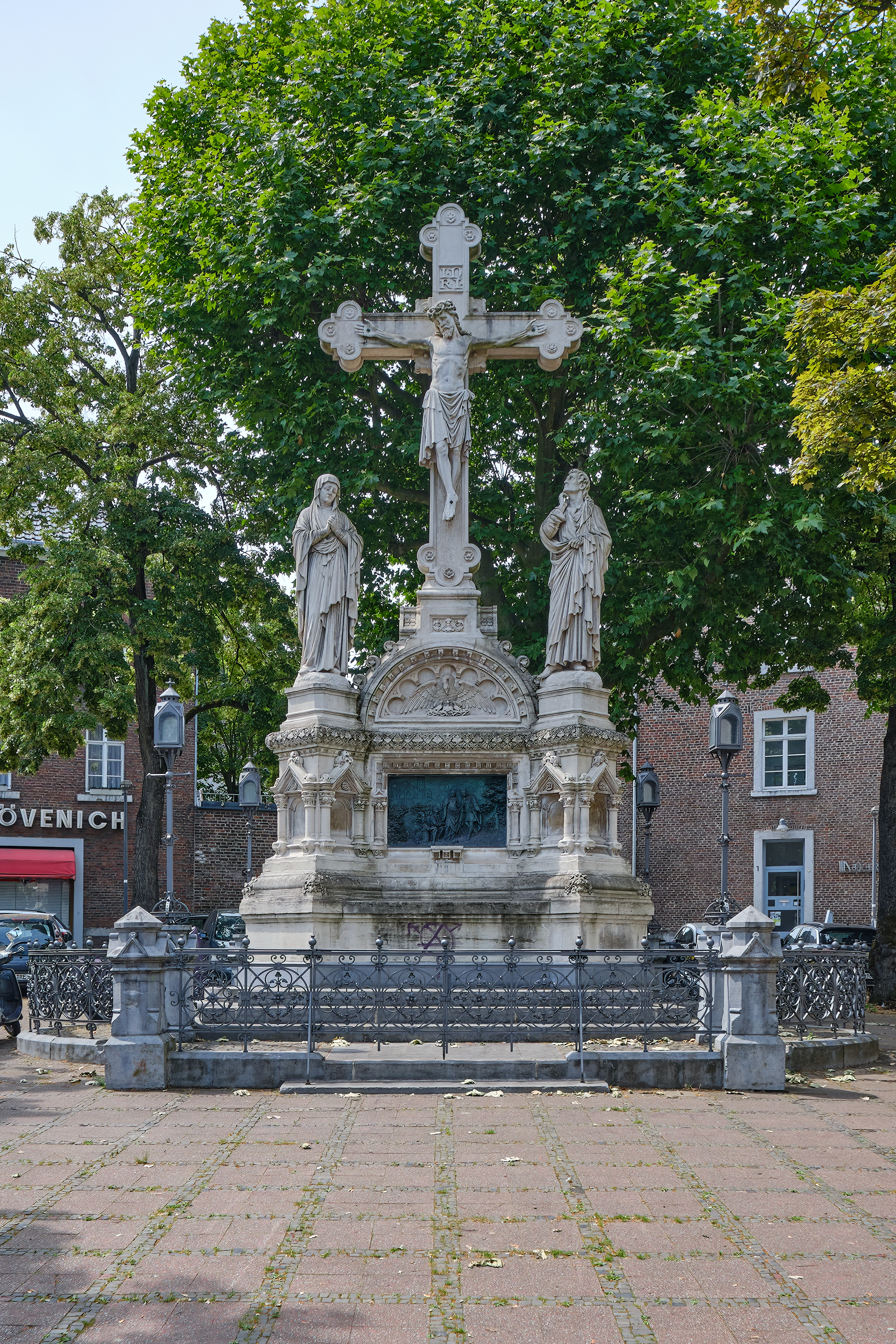
Denkmal auf dem Grundstück der ehemaligen Kirche Kalvarienberg von W. Pohl und C. Esser, 1893

Vom Aachener Dom kommend war St. Jakob die erste Kirche, in der die Jakobspilger beteten, bevor sie auf der sogenannten „Niederstraße“ über Lüttich, Paris und Tours ihre Wallfahrt nach Santiago de Compostela fortsetzten. Am höchsten Punkt des mittelalterlichen Aachens gelegen, war der Jakobsplatz eine Straßengabelung, die die Pilger entweder über einen Abstecher zu den Reliquien des hl. Servatius in Maastricht nach Santiago de Compostela führte oder auf geradem Wege durch das mittelalterliche Jakobstor.
Erstmals wird die alte, sehr kleine Kirche St. Jakob um 1165 erwähnt, urkundlich 1215. Die mittelalterlichen Pilger glaubten, dass sie von Karl dem Großen selber gegründet worden war: Hier habe er nach seiner Rückkehr von der Befreiung des Jakobusgrabes eine Kapelle für den Apostel gegründet. Aufgrund dieser Legende galt St. Jakob den Pilgern als erste deutsche Jakobskirche. Bis 1815 war St. Jakob zudem zuständig für die katholische Bevölkerung von Vaals, wo sie mit Mitteln aus dem Aachener Marienstift den Bau und den Betrieb der dortigen St. Paulus-Kerk als ihre Filialkirche unterstützt hat, sowie bis 1951 für die benachbarte Ortschaft Vaalserquartier.
Der Ursprungsbau von St. Jakob wurde 1885 abgerissen – die Steine wurden für den Aufbau des neuen Kirchturms verwendet – und durch die heutige Kirche ersetzt. Die heutige Jakobskirche wurde mit Steinen aus der Stadtmauer Aachen errichtet. An die alte Kirche erinnert eine 1893 aufgestellte Kreuzgruppe. Grundsteinlegung war 1877, Weihe 1886. Die Kirche wurde nach Plänen von Heinrich Wiethase und Eduard Linse im neugotisch-neuromanischen Stil erbaut. Aus dem Jahr 1893 stammt die „romanisierende“ Darstellungsform des Kalvarienbergs aus der Bildhauerwerkstatt Wilhelm Pohl und Carl Esser auf dem Platz gegenüber dem Kirchenbau, die an wilhelminische Denkmäler erinnert. Wegen der massiven Kriegszerstörungen im Herbst 1944 wurde der Innenraum von 1949 bis 1953 in wesentlichen Teilen neugestaltet.
Die blaugrüne Ausmalung (Ausführung Roland Gassert) der Kirche erfolgte 1973/74 im Zuge der Neugestaltung des Innern durch den Aachener Dombaumeister und Architekten Leo Hugot. Wenngleich Hugot einige Neuerungen seines Vorgängers Peter Salm, die aus statischen Gründen vermeintlich nötig geworden waren, wiederum hin zu mehr Originaltreue korrigierte, bleibt vor allem sein Bekenntnis zu einer dem Zeitgeist korrespondierenden starken Farbigkeit in strahlendem Hellblau ein Bekenntnis zur gleichwohl modernisierenden Neugestaltung. Aus dieser Zeit stammt die Chorraumgestaltung Leo Hugot und das neue Tabernakel „Consummati in Unum“ in der Chorapsis von Klaus Iserlohe. Auch der Ambo wurde von Klaus Iserlohe gestaltet. Das Taufbecken wurde 1995 in das linke Querhaus versetzt, die Chororgel 1996 aufgestellt. Eine grundlegende Restaurierung von Dach, Fassade und des 87 Meter hohen Turms wurde 2008 abgeschlossen.
Neben dem hl. Jakobus hat St. Jakob noch drei weitere Kirchenpatrone:
- den hl. Hubertus, Gründer und erster Bischof der Diözese Lüttich; die Stiftsherren des Aachener Doms, der traditionell Hubertus verehrte, waren früher für St. Jakob tätig gewesen,
- den hl. Quirinus, Schutzheiliger der Nadler; im Aachener Westviertel um St. Jakob gab es mehrere Nadelfabriken,
- den heiligen Gerlach, Einsiedler in Houthem bei Valkenburg aan de Geul, der regelmäßig nach Aachen gepilgert sein soll und auf seinem Weg zum Dom stets in St. Jakob Station gemacht habe.

## Ausstattung

### Innenraum

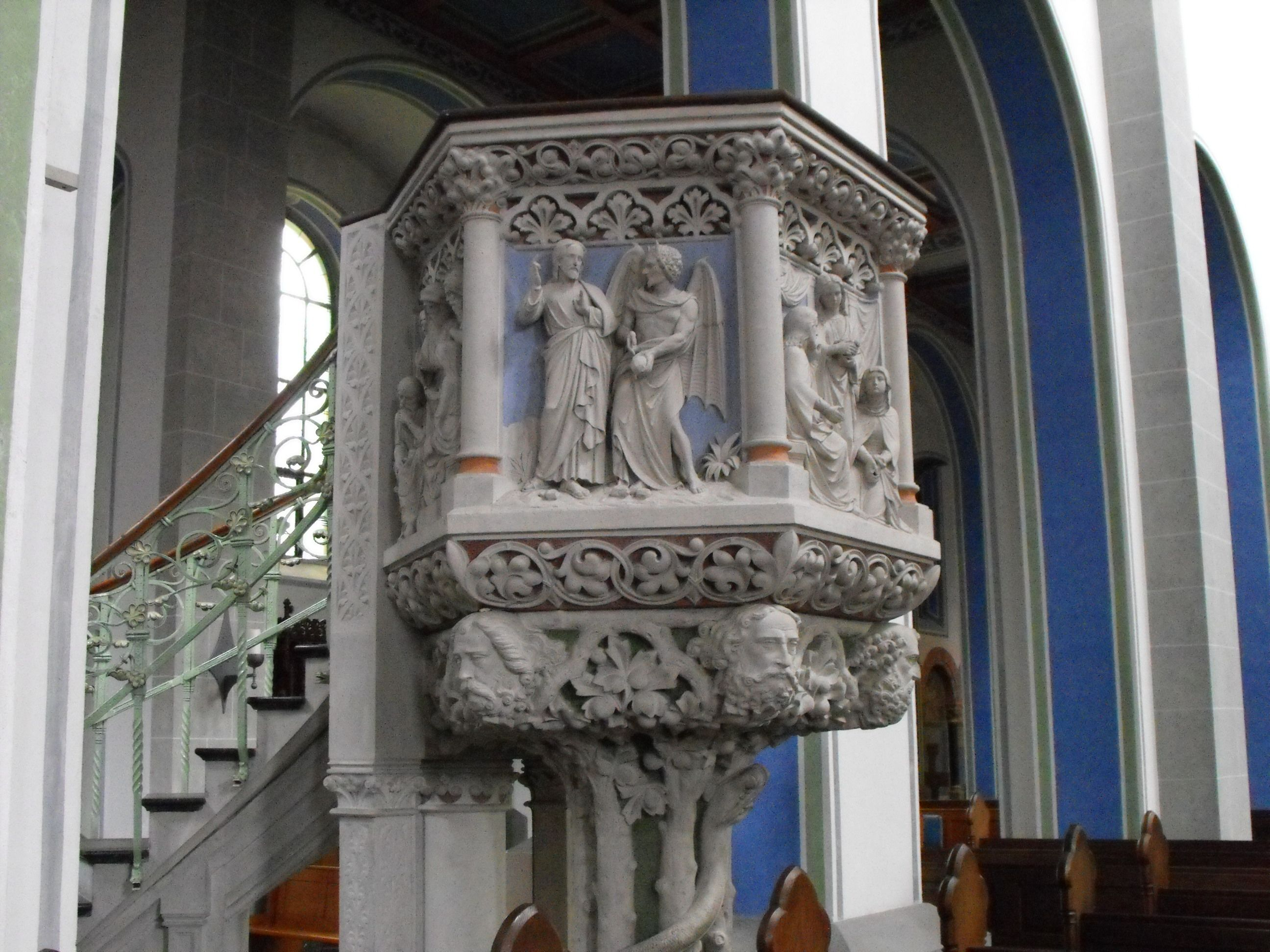
Kanzel

Zahlreiche Bilder, Figuren und Fenster im Kircheninnenraum weisen auf die Bedeutung St. Jakobs als Pilgerkirche hin:
- Jakobusfigur mit Pilgerstab und Jakobsmuschel im unteren Querhaus (Holzarbeit von Gustav Angelo Venth, 1890),
- Darstellung des hl. Jakobus mit Pilgerhut und Muschel an der Kanzel im rechten Mittelschiff (Steinarbeit von 1884),
- Szenen aus dem Leben des hl. Jakobus (Jakobus’ Mutter bittet bei Jesus für ihren Sohn; Jakobus ermöglicht seinem Henker die Taufe) auf zwei Ölgemälden des ehemaligen Hochaltars im linken Seitenschiff,
- Fenster mit der Darstellung des hl. Jakobus im rechten Seitenschiff (Arbeit aus Industrieglas von Heinrich Junker, 1947/48),
- Fenster mit der Darstellung des Traums Karls des Großen, in dem ihm aufgetragen wurde den Jakobsweg in Spanien zu sichern (Entwurf von Erich Charlier, 1986),
- vier Fenster im westlichen Querhaus (Entwurf von Irene Rothweiler, 1982/83), mit unterschiedlicher Thematik zur Pilgerschaft, z. B. zehn angedeuteten Jakobsmuscheln im linken Fenster für die zehn Gebote Gottes
- Fensterrosette in der Turmkapelle mit dem „Himmlischen Jerusalem“ als Pilgerziel in der Ewigkeit (Entwurf von Irene Rothweiler, 1985) und „Aachener Deesis“ mit thronendem Christus in der Mitte, der Muttergottes links und dem Erzengel Michael rechts.
- Fenster in den östlichen Apsiden, links Herz-Jesu Thematik, rechts Herz Mariä Thematik, (Entwurf von Irene Rothweiler)
- Fenster im Chor mit Rundbogen- und Medaillonfenstern (Entwurf von Wilhelm Buschulte) mit Passionsszenen

### Orgeln

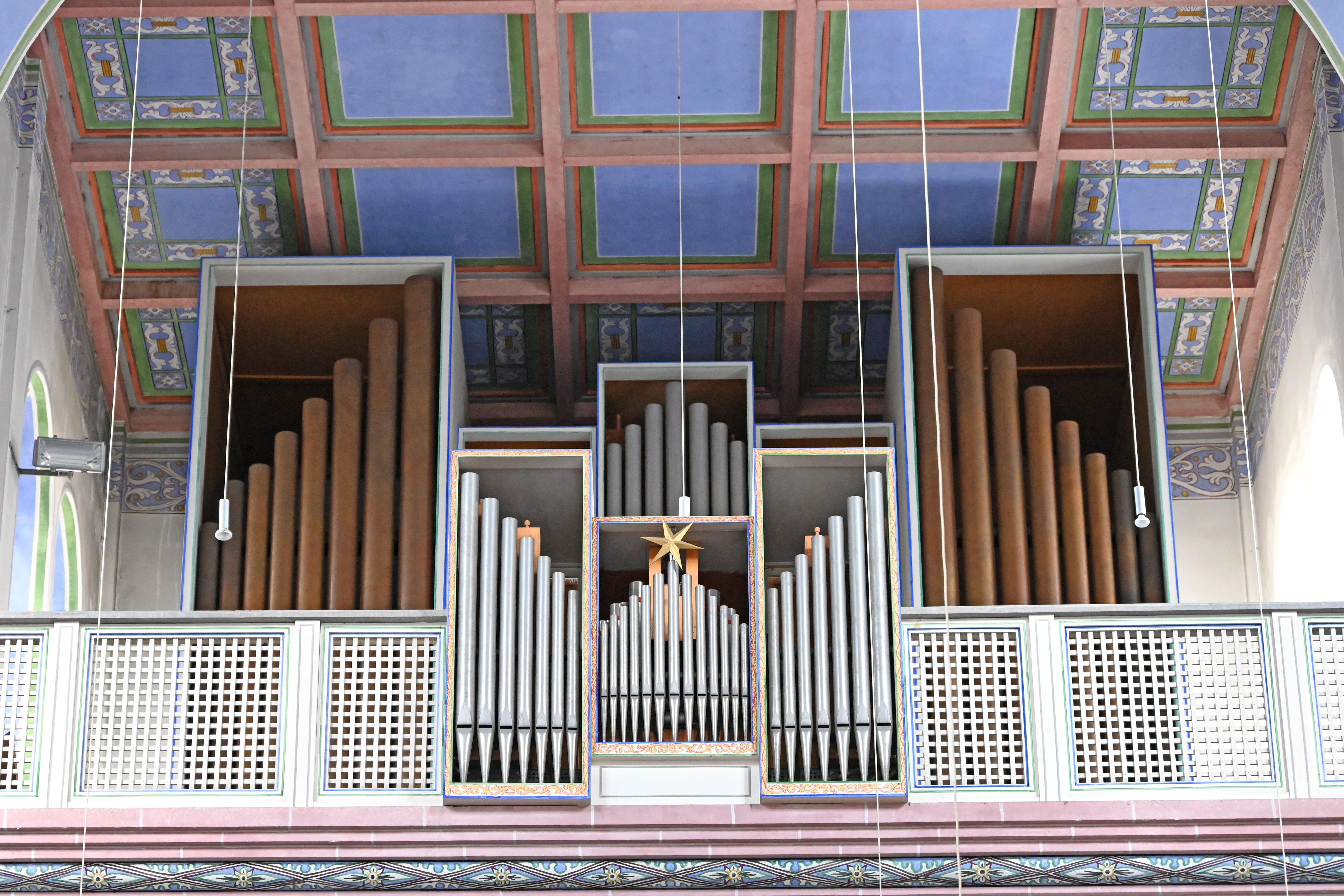
St. Jakob, Hauptorgel

#### Hauptorgel
Auf der Orgelempore im nördlichen Querhaus befindet sich die Orgel, die 1965 von der Orgelbauanstalt Georg Stahlhuth aus Aachen gebaut wurde. Ihr Umfang beläuft sich auf 36 Register auf drei Manualen und Pedal.

#### Chororgel

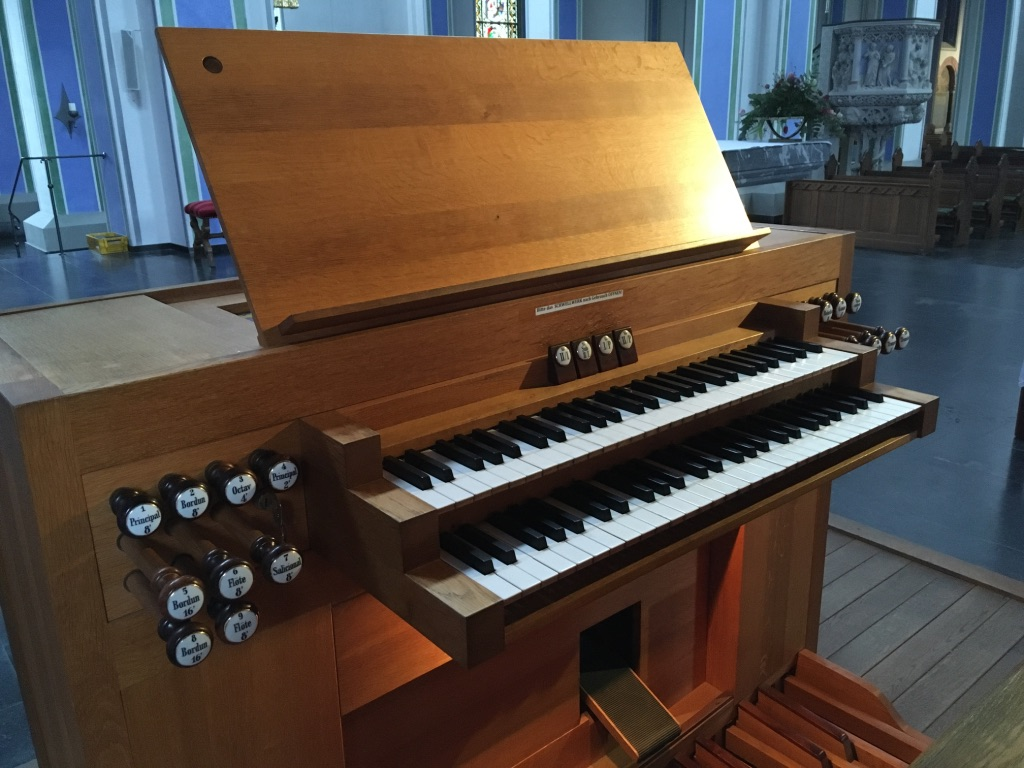
Spieltisch der Chororgel

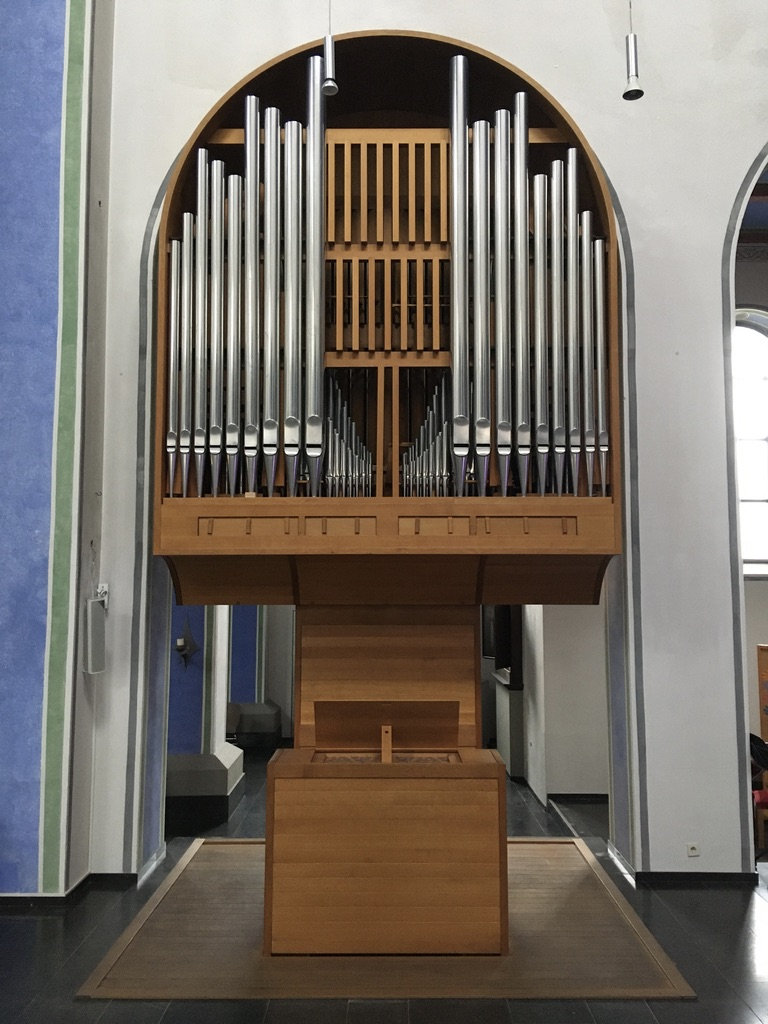
Chororgel

1991 entstand der Gedanke eine Orgel im Chorraum der Kirche zu bauen, damit die Mitglieder der kirchenmusikalischen Gruppen der Gemeinde nicht auf der sich hoch oben im nördlichen Querhaus befindenden Orgelbühne singen bzw. musizieren müssten. Sie sollten die Möglichkeit bekommen „in“ und „mit“ der Gemeinde Gottesdienste mitgestalten zu können. Dafür sollte das neue Instrument nicht nur Solisten, Chöre und Orchester begleiten, sondern auch die Gemeinde im großen Mittelschiff musikalisch führen können. Als Aufstellungsort bot sich der erste linke Chorbogen hinter dem Altar an. Die Auswahl der Register und die Intonation wurden für das quer zum Mittelschiff stehende Instrument ausgelegt. Dafür erhielt die Chororgel eine grundtönige Disposition. Aufgrund des begrenzten Platzangebotes entschied man sich dazu, ein zweimanualiges Instrument ohne eigenständiges Pedalwerk mit 13 klingenden Registern zu bauen. Bordun 16´ (Nr. 1) und Flöte 8´ (Nr. 3) wurden als Wechselschleifen gebaut. Der musikalische Charakter der Chororgel ist bestens für Orgelmusik der Romantik geeignet. Am 7. Januar 1996 wurde die Chororgel Martin Scholz in einem festlichen Gottesdienst geweiht. Das Eröffnungskonzert am Abend spielte Prof. Wolfgang Seifen. Der derzeitige Kantor an St. Jakob, Aachen ist Thomas Linder.
| I Hauptwerk C–g3 |            |     |
| 1.               | Bordun     | 16′ |
| 2.               | Principal  | 08′ |
| 3.               | Flöte      | 08′ |
| 4.               | Bordun     | 08′ |
| 5.               | Salicional | 08′ |
| 6.               | Oktave     | 04′ |
| 7.               | Principal  | 02′ |

| II Schwellwerk C–g3 |               |    |
| 8.                  | Rohrflöte     | 8′ |
| 9.                  | Gambe         | 8′ |
| 10.                 | Viola celeste | 8′ |
| 11.                 | Flöte         | 4′ |
| 12.                 | Trompete      | 8′ |
| 13.                 | Fagott-Oboe   | 8′ |
|                     | Tremulant     |    |

| Pedal C–f1 |                       |     |
|            | Bordun (WS mit Nr. 1) | 16′ |
|            | Flöte (WS mit Nr. 3)  | 08′ |

- Koppeln:
  - Normalkoppeln: II/I, I/P, II/P
  - Suboktavkoppel: II/I
- Anmerkungen:

1. ↑  Schwellbar.

### Glocken
Die über 600 Jahre alte Jakobusglocke, gegossen von Peter von Trier, ist jede Viertelstunde zu hören. Unter einer alten Inschrift vom September 1401 finden sich vier 9 cm hohe Darstellungen des hl. Jakobus mit Stab und Buch. Diese Glocke ist seit der Zerstörung der Sturmglocke von St. Peter im Zweiten Weltkrieg die älteste Glocke Aachens. Die Inschrift lautet in Übersetzung:
Jakobus’ Glocke bin ich: Zu Festen, auch läut’ ich an Gräbern klagend und künd' alltäglich die Zeit, wo Maria zu ehren.
Im Jahr 1502 kam die Bartholomäus-Glocke hinzu, die von Gregor von Trier gegossen wurde und deren Inschrift übersetzt wie folgt lautet:
Hl. Anna, hl. Bartholomäus heiße ich, zum Gottesdienst läute ich, den Teufel verjage ich, Gregor von Trier goß mich im Jahre des Herrn 1502
Schließlich gossen für St. Jakob noch Franz von Trier und sein Sohn Jakob im Jahr 1644 eine weitere Glocke zu Ehren des besten und höchsten Gottes und der Heiligen Hubertus und Barbara, die laut Kirchenrechnungen aus dem Umguss einer alten Glocke hergestellt wurde.
Übersicht über das aktuelle Bronze-Glockengeläut
| Glocke | Name                  | Gießer                        | Gussjahr | Durchmesser | Gewicht  | Schlagton |
| ------ | --------------------- | ----------------------------- | -------- | ----------- | -------- | --------- |
| 1      | Dreifaltigkeit        | Petit & Gebr. Edelbrock       | 1978     | 1360 mm     | 1750 kg0 | d′+7      |
| 2      | Anna und Bartholomäus | Gregorius van Trier           | 1502     | 1135 mm     | 900 kg   | f′+7      |
| 3      | Jakobus               | Peter van Trier               | 1401     | 1035 mm     | 750 kg   | g′+12     |
| 4      | Hubertus und Barbara  | Franz (I) und Jakob van Trier | 1644     | 0966 mm     | 550 kg   | a′+10     |
| 5      | Maria                 | Edmund Fabri                  | 1722     | 0769 mm     | 300 kg   | c″+8      |